# Moses Calvary

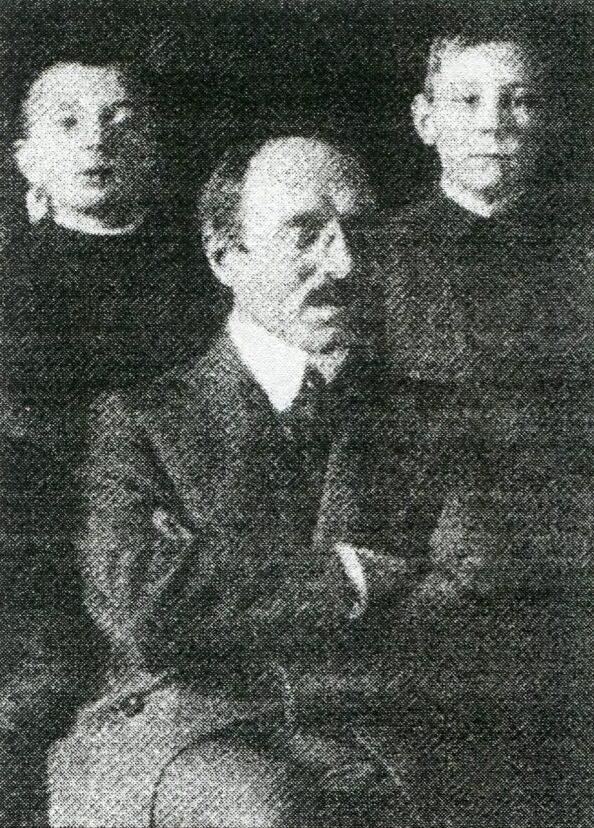
Moses Calvary 1910 am Realprogymnasium in Crossen/Oder.

Moses Calvary (geboren 2. Februar 1876 in Messingwerk bei Eberswalde; gestorben 22. Januar 1944 in Haifa) war ein deutscher Reformpädagoge.

## Leben
Calvary war – wie seine Brüder Leo und Aron und zwei Schwestern – Enkel von Esriel Hildesheimer und wuchs im Umfeld der Hirsch Kupfer und Messingwerke (HKM) auf. Er besuchte die Schule in Messingwerk, das Gymnasium in Eberswalde und danach ein Seminar in Halberstadt – „es war eine Art Jeschivah“ –, wo er auch Kontakt zu Nehemia Anton Nobel und Alexander Marx hatte. Den anschließenden Eintritt in das Berliner Rabbinerseminar bezeichnete er als „versuchsweisen“ Eintritt, der vor dem Hintergrund stärker werdender pantheistischer Überzeugungen mit der Erkenntnis endete, „dass ich nicht Rabbiner werden konnte“. Deshalb hatte er auch schon parallel zum Eintritt in das Rabbinerseminar ein Studium an der Universität aufgenommen.
Calvary hatte sich entschieden, Lehrer zu werden, und studierte klassische Philologie, mit den Schwerpunkten in Latein und Griechisch sowie Philosophie. Er besuchte aber auch weiterhin noch Veranstaltungen am Rabbinerseminar.
Martin Rosenblüth beschreibt in seinen Erinnerungen, dass er während seines Studiums viele Wochenende und seine Ferien weiterhin in Messingwerk verbrachte und dort häufig auch Studienfreunde hinzukamen, so Kurt Blumenfeld und Richard Lichtheim. Sie, zu denen auch Moses Calvary gehörte, nannten sich „Die von Messingwerk“

„Moses Calvary war zweifellos das bemerkenswerteste geistige und spirituelle Produkt des Messingwerks. Sowohl in seiner Heimat Deutschland als auch später in Palästina wirkte er als Erzieher und Mentor heranwachsender Jungen und Mädchen und wurde von der großen Zahl junger Leute, mit denen er befreundet war, als "Der Meister" gefeiert.“

Die Messingwerker bildeten „eine wichtige Keimzelle der zionistischen Jugendbewegung in Deutschland“.

„»Die vom Messingwerk«, wie sie sich selbst nennen, träumen von einer »jüdischen Renaissance«, dem Entstehen eines offensiven Selbstwertgefühls der Juden als Volk und sehen ein »neues« Judentum kommen. […] Aus dem Messingwerk-Kreis wächst eine junge politische Funktionärselite heraus, die ab dem zweiten Jahrzehnt des 20. Jahrhunderts die Führung der Zionostischen Vereinigung für Deutschland übernimmt, die sie bis zum Ersten Weltkrieg zu einer modernen politischen Massenbewegung ausbauen.“

Das Seminarjahr legte Calvary am Königlichen Friedrichsgymnasium zu Frankfurt (Oder) ab und sein Probejahr am Dorotheenstädtischen Realgymnasium in Berlin. Danach war er Hilfslehrer in Brandenburg an der Havel und vom Schuljahr 1907/08 an Lehramtsassessor am Realprogymnasium in Crossen an der Oder. 1912 gehörte er zusammen mit Felix Rosenblüth und anderen zu den Gründern des jüdischen Wanderbundes Blau-Weiß – nach Borries und Fischer eine Folge der vom Messingwerk-Kreis ausgegangenen Initiativen, aus der „die bedeutendste zionistische Jugendbewegung Deutschlands“ entstand. Im Sommer 1914 ließ er sich dann in Crossen beurlauben, um nach Palästina zu reisen, von wo er noch vor dem Ausbruch des Ersten Weltkriegs zurückgekehrt sei. Bei dieser Palästinareise lernte Calvary 1914 auch Siegfried Lehmann kennen, mit dem er später noch zusammenarbeiten sollte.
Nach der Rückkehr nach Deutschland war Calvary wieder als Lehrer tätig und veröffentlichte seine Reiseerfahrungen in Palästina und Aufsätze und Werke zu vorwiegend theologischen Themen. Deckert zitiert zudem Quellen, nach denen Calvary von 1914 bis 1919 wieder als Lehrer in Crossen gearbeitet habe und dort am 14. Mai 1918 zum Studienrat ernannt worden sei. Zuvor, am 23. August 1917, hatte er in Berlin-Wilmersdorf die aus Königsberg stammende Privatsekretärin Esther Perlmann (1891–1945) geheiratet, eine Jugendfreundin von Samuel Agnons Frau Esther Marx, die zum engen Freundeskreis um Agnon gehörte. 1919 wurde der Sohn Gideon geboren, der später in Israel ebenfalls Lehrer wurde und bis zu seinem Tode im Mai 2004 im Kibbuz Hagoshrim in Obergaliläa lebte.
Ebenfalls 1919 verließ Calvary zusammen mit seiner Familie Crossen und arbeitet als Pädagoge am hebräischen Gymnasium Ponercz in Litauen. Außerdem sei er schriftstellerisch tätig gewesen. Zu diesem Schritt stellt Lilo Stone eine Verbindung her zu Siegfried Lehmann (siehe oben), der 1921 nach Litauen gegangen war, um in Kowno das Jüdische Kinderhaus zu gründen.

„Moses Calvary gehörte zu jener kleinen Gruppe von Pädagogen, der wie Lehmann nach dem Ersten Weltkrieg nach Litauen ging, um zu lehren und dem osteuropäischen Judentum näher zu kommen.“

1922 (oder 1923) erfolgte dann die Übersiedelung der Familie nach Palästina. Nach Stone war ihr erster Aufenthaltsort Jerusalem, wo Calvary an der „Hebrew high school“ unterrichtet habe. 1923 übernahm dann das Ehepaar die Leitung des von Israel Belkind gegründeten Jugenddorfes Kiryat Sefer in Meir Shfeya. Wie lange die beiden in Meir Shfeya blieben, ist nicht dokumentiert. 1927 war dies jedoch auch der erste Ort, in den Siegfried Lehmann die Jugendlichen aus dem Kinderhaus in Kowno brachte, und Lehmann und Calvary erkundeten gemeinsam die Gegend um Ben Shemen, wo Lehmann dann das Kinder- und Jugenddorf Ben Shemen gründete und Calvary Lehrer wurde.
Außer dem Hinweis auf Calvarys Lehrertätigkeit in Ben Shemen gibt es bislang keine weiteren Hinweise auf seine Tätigkeit in Palästina. Ein Zitat von Sohn Gideon Calvary legt nahe, dass sein Vater nach Ben Shemen auch noch in dem 1934 von Berlin nach Haifa übersiedelten Kinderheim Ahawah gearbeitet hat sowie an Gymnasien in Jerusalem, Tel-Aviv und Haifa. Seine Schülerin Avital Ben-Chorin aus dem Kinderheim Ahava erinnerte 2007 sich so an ihn:

„In der Ahava hatte ich einen Lehrer, Moses Calvary, der unter anderem in Bubers Zeitschrift „Der Jude“ publizierte. Er war ein umfassend gebildeter Mann: Gymnasiallehrer, bewandert in den klassischen Sprachen und in Kunst- und Literaturgeschichte, außerdem hatte er auch großes jüdisches Wissen. Er hat sich meiner besonders angenommen und wurde so etwas wie mein geistiger Vater.“

Um 1934 muss auch die Ehe gescheitert und die Scheidung von seiner Frau Esther erfolgt sein. Bei Avner Falk heißt es dazu:

„Dr. Calvary ging es in Palästina nicht gut; elf Jahre später, nachdem er mehrere Stellen verloren hatte, ließ sich Hadassah Calvary von ihm scheiden und heiratete Felix Rosenblüth.“

Diese Ehe wurde 1935 geschlossen. Aus ihr ging eine Tochter hervor, die 1942 im Alter von sieben Jahren starb. Esther-Hassadah Rosenblüth erlag 1945 einem Krebsleiden. Über die im Vergleich zu ihren beiden Ehemännern weniger bekannte Esther-Hassadeh heißt es bei Ines Sonder:

„Sie kam 1910 als Neunzehnjährige ohne berufliche Ausbildung ins Land, um ihre in Safed lebenden  Großeltern zu pflegen.  Auf  Anregung  des Verbandes  jüdischer Frauen für Kulturarbeit in Palästina gründete sie 1912 eine Mädchenwerkstatt zur Herstellung von Spitzen. 1917 heiratete sie Moses Calvary, mit dem sie 1923 die Leitung des Jugenddorfes Meir Shefeya für Waisenkinder übernahm. Nach ihrer Scheidung   eröffnete   sie eine Stickereiwerkstatt für jemenitische Frauen und Mädchen in Jerusalem. Gemeinsam mit Helene Cohn gehörte sie damit zu den ersten deutschen Zionistinnen, die einen wichtigen Beitrag zur Integration der Einwanderer aus dem Jemen und zur Professionalisierung von Mädchen und Frauen leisteten.“

## Schriften (Auswahl)
- Blau-Weiß. Anmerkungen zum jüdischen Jugendwandern, in: Der Jude. Eine Monatsschrift, Heft 7, Oktober 1916, S. 451–457.
- Durch Palästina. Berlin : Jüdischer Verlag, 1920
- Das neue Judentum fünf Aufsätze. Berlin : Schocken Verlag, 1936
- 'Erinnerungen 1876–1909, Uebersetzung von Esther Bondi und Siegfried Hirsch, Grindelwald 1949 (maschinenschriftliches Manuskript).
  - Zwischen Saat und Ernte. Über diese beiden miteinander verbundenen Werke schreiben Bondi und Hirsch im Vorspann zu ihrer Übersetzung: „Eine der letzten Arbeiten des Verfassers wurden durch seinen Tod abgebrochen und reichen nur bis zu seinem dreiundzwanzigsten Lebensjahr. Gemeinsam mit anderen in seinem Nachlass gefundenen Aufsätzen wurden sie auf Berl Katzenelson's Veranlassung durch Dov Stock herausgegeben, mit einigen deutsch oder hebräisch früher in Zeitungen und Zeitschriften verstreuten Essays zu einem Sammelband vereinigt und nach dem ersten Essay unter dem Gesamttitel Zwischen Saat und Ernte vom Verlag Am-Oved, Tel-Aviv 1947 veröffentlicht.“ Esther Bondi und Siegfried Hirsch sind die Kinder von Gustav Hirsch (1822–1898), der 1863 das Gelände der Messingwerksiedlung gekauft und später die sogenannte Hirsch Kupfer- und Messingwerke AG gegründet hatte.[32]